# مطر الحارثي
مطر الحارثي (مواليد 1948) هو لاعب رماية رياضي سعودي. شارك في الألعاب الأولمبية الصيفية لعام 1988.